# Tercera División de España (Grupo VIII)
El grupo VIII de la Tercera División española de fútbol fue el grupo autonómico castellano y leonés de dicha categoría; constituyó el cuarto nivel de competición del sistema de liga en Castilla y León.
La primera temporada en la que participan todas las provincias de Castilla y León es en la 1987-88.
Ávila y Segovia se incorporan al grupo VIII en la temporada 1986-87 y en la 1987-88 se incorporara Soria.
La Gimnástica Segoviana C.F. fue el último campeón del Grupo VIII de la extinta Tercera División.
Fue sustituido en 2021 por el Grupo VIII de la Tercera RFEF, quinto nivel del sistema de ligas de fútbol de España.

## Historia
La primera vez que existe el grupo VIII de 3ª División es en la temporada 1929-30 pero participan cuatro equipos, tres andaluces y un extremeño.
La temporada 1980-81 es en la primera vez que se agrupan a la mayor parte de las provincias de Castilla y León en el grupo VIII, manteniéndose este grupo hasta la actualidad para la comunidad.
En la temporada 1986-87 se incluyen a las provincias de Ávila y Segovia en el grupo, ya que antes estas provincias jugaban con los madrileños y en la temporada siguiente se incorpora Soria.
En la 2005-06 se obliga a ciertos equipos que son de localidades limítrofes con otras comunidades como es el caso del C.D. Mirandés, Ágreda S.D. y Ólvega S.D. a participar en su misma categoría pero dentro del organigrama de Castilla y León, el C.D. Mirandés cambio al grupo VIII cuando descendió de 2ªB pero los otros dos equipos renunciaron incluso con dejar de competir, consiguiendo mantenerse en Aragón como lo habían hecho y lo hacen hasta la actualidad. 

En la temporada 2019-20 en el mes de marzo la competición se suspendió por el brote de la COVID-19, considerada pandemia global. Finalmente la propuesta de la RFEF se aprueba por unanimidad el 6 de mayo, y entre las medidas adoptadas destacan las de finalización del torneo regular dando por definitivas las clasificaciones actuales, la celebración de la promoción de ascenso en formato exprés y la supresión de descensos. Para la promoción de ascenso exprés cada federación territorial designará una sede neutral en la que los cuatro primeros clasificados jugarán dos semifinales y una final a partido único para determinar el equipo que asciende categoría.

A partir de la temporada 2020/21 la RFEF obliga a llevar nombre de los jugadores y dorsales fijos en las camisetas de los clubes participantes. Los dorsales 1 y 13 estarán reservados a los porteros, y el 25 se reservará para el tercer guardameta, en caso de haberlo. Los dorsales 23, 24 y del 26 en adelante serán para los futbolistas del filial, y también serán fijos y nominales.
A partir de la temporada 2021-22 la RFEF creó una categoría intermedia entre Segunda División y Segunda División B. La nueva categoría se denomino "* Primera División RFEF" e incluiría así a cuarenta equipos, con el fin de construir una categoría más competitiva, lo que hará que la Tercera división se convierta en la 5ª categoría del fútbol en España.

## Sistema de competición
Esta temporada tuvo un sistema de competición de transición, provocado por la paralización del fútbol no profesional a causa de la pandemia de Coronavirus. La Tercera División sufrió un proceso de transición en el que en la temporada 2021-2022 pasó de ser la cuarta categoría a nivel nacional a ser la quinta, y cambió su denominación a Tercera División RFEF. El lunes 14 de septiembre se confirmaron las bases de competición.
En la Primera Fase participaron veintitrés clubes encuadrados en dos subgrupos de once y doce equipos cada uno. Se enfrentaron en cada subgrupo todos contra todos en dos ocasiones -una en campo propio y otra en campo contrario- durante un total de 22 jornadas. El orden de los encuentros se decidió por sorteo antes de empezar la competición. La Federación de Castilla y León de Fútbol fue la responsable de designar las fechas de los partidos y los árbitros de cada encuentro, reservando al equipo local la potestad de fijar el horario exacto de cada encuentro.
Una vez finalizada la Primera Fase los tres primeros clasificados avanzaron a la Segunda Fase para Segunda División RFEF, los clasificados entre la cuarta y sexta posición lo hicieron a la Segunda Fase por la Fase Final para Segunda División RFEF / Play Off de Ascenso a Segunda División RFEF, y el resto disputaron la Segunda Fase por la Permanencia en Tercera División RFEF. Los puntos obtenidos, así como los goles, tanto a favor como en contra, se arrastraron a la siguiente fase, comenzado cada equipo su fase específica con los puntos y goles obtenidos en la Primera Fase.
En la Segunda Fase para Segunda División RFEF participaron seis clubes en un único grupo. Se rescataron los puntos obtenidos en la Primera Fase y se enfrentaron tan solo los equipos que hayan estado en distintos subgrupos en dos ocasiones -una en campo propio y otra en campo contrario- durante un total de 6 jornadas. El orden de los encuentros se decidió por sorteo antes de empezar la Fase. Los dos primeros clasificados ascendieron directamente a la nueva Segunda RFEF, mientras que los otros cuatro equipos disputaron la Fase Final de Eliminatorias a Segunda División RFEF / Play Off de Ascenso a Segunda División RFEF.
En la Segunda Fase por el Play Off de Ascenso a Segunda División RFEF participaron seis clubes en un único grupo. Se rescataron los puntos obtenidos en la Primera Fase y se enfrentaron tan solo los equipos que hayan estado en distintos subgrupos en dos ocasiones -una en campo propio y otra en campo contrario- durante un total de 6 jornadas. El orden de los encuentros se decidió por sorteo antes de empezar la Fase. Los dos primeros clasificados disputaron la Fase Final de Eliminatorias a Segunda División RFEF / Play Off de Ascenso a Segunda División RFEF, mientras que los otros cuatro equipos participarán en Tercera División RFEF.
En la Segunda Fase por la Permanencia en Tercera División RFEF participaron once clubes en un único grupo. Se rescataron los puntos obtenidos en la Primera Fase y se enfrentaron tan solo los equipos que hayan estado en distintos subgrupos en dos ocasiones -una en campo propio y otra en campo contrario- durante un total de 12 jornadas. El orden de los encuentros se decidió por sorteo antes de empezar la Fase. Los siete últimos clasificados descendieron directamente a Primera División Regional, mientras que los cuatro primeros participarán en Tercera División RFEF.
El ganador de un partido obtuvo tres puntos, el perdedor cero puntos, y en caso de empate hubo un punto para cada equipo. 
Por último la Fase Final de Ascenso a Segunda División RFEF / Play Off de Ascenso a Segunda División RFEF la disputaron seis clubes en formato de eliminatorias a partido único, ejerciendo de local el equipo con mejor clasificación. En la primera ronda compitieron los dos primeros clasificados de la Fase Intermedia y los clasificados en quinta y sexta posición de la Segunda Fase de Ascenso. Los vencedores de esta ronda jugaron la segunda eliminatoria donde se incorporaron los clasificados en tercera y cuarta posición de la Segunda Fase de Ascenso. Los vencedores disputaron una final de la que salió la tercera plaza de ascenso a Segunda División RFEF.

## Equipos2020/21
| Almazán Arandina At. Astorga Becerril At. Bembibre At. Tordesillas Bupolsa Burgos Promesas Cebrereña Colegios Diocesanos Mirandés "B" Gimnástica Júpiter Leonés La Bañeza La Granja Virgen del Camino Numancia "B" Palencia Cristo Atlético Peñaranda de Bracamonte Real Ávila Real Burgos Salamanca C.F. UDS "B" Santa Marta |

| Equipo                         | Fundación | Ciudad                      | Provincia  | Estadio                                      |
| ------------------------------ | --------- | --------------------------- | ---------- | -------------------------------------------- |
| CD Colegios Diocesanos         | -         | Ávila                       | Ávila      | Estadio Sancti Spiritu                       |
| CyD Cebrereña                  | 1949      | Cebreros                    | Ávila      | Estadio El Mancho-Ángel Sastre               |
| Real Ávila CF                  | 1923      | Ávila                       | Ávila      | Estadio Municipal Adolfo Suárez              |
| Arandina CF                    | 1987      | Burgos                      | Burgos     | Estadio El Montecillo                        |
| CD Bupolsa                     | 2006      | Burgos                      | Burgos     | Estadio San Amaro                            |
| Burgos CF "B"                  | 2000      | Burgos                      | Burgos     | Ciudad Deportiva Castañares                  |
| CD Mirandés "B"                | 2005      | Miranda de Ebro             | Burgos     | Instalaciones Deportivas Municipales de ENCE |
| Real Burgos CF                 | 1983      | Burgos                      | Burgos     | Estadio San Amaro                            |
| Atlético Astorga FC            | 1944      | Astorga                     | León       | La Eragudina                                 |
| Atlético Bembibre              | 1922      | Bembibre                    | León       | Estadio La Devesa                            |
| CD La Virgen del Camino        | 1998      | La Virgen del Camino        | León       | Estadio Municipal Los Dominicos              |
| CyD Leonesa "B" Júpiter Leonés | 1929      | Puente Castro               | León       | Área Deportiva de Puente Castro              |
| La Bañeza FC                   | 1956      | La Bañeza                   | León       | Estadio La Llanera                           |
| CD Becerril                    | 1975      | Becerril de Campos          | Palencia   | Estadio Mariano Haro                         |
| CD Palencia Cristo Atlético    | 1985      | Palencia                    | Palencia   | Estadio Nueva Balastera                      |
| CD Peñaranda de Bracamonte     | 1949      | Peñaranda de Bracamonte     | Salamanca  | Estadio Luis García                          |
| Salamanca CF UDS "B"           | 2016      | Salamanca                   | Salamanca  | Las Pistas del Helmántico                    |
| UD Santa Marta                 | 1982      | Santa Marta de Tormes       | Salamanca  | Estadio Alfonso San Casto                    |
| Gimnástica Segoviana CF        | 1928      | Segovia                     | Segovia    | La Albuera                                   |
| CD La Granja                   | 1976      | Real Sitio de San Ildefonso | Segovia    | Estadio El Hospital                          |
| SD Almazán                     | 1967      | Almazán                     | Soria      | Municipal de la Arboleda                     |
| CD Numancia de Soria "B"       | 1979      | Soria                       | Soria      | Ciudad Deportiva Francisco Rubio Garcés      |
| SD Atlético Tordesillas        | 1969      | Tordesillas                 | Valladolid | Estadio Las Salinas                          |

### Ascensos y descensos 2019/20
Debido a la suspensión de la temporada 2019/20 por la COVID-19 la Federación de Fútbol de Castilla y León decidió que no hubiese descensos de categoría.

| Pos. | Ascendidos a Segunda División B |
| ---- | ------------------------------- |
| 1.º  | Zamora C.F.                     |

| Pos.   | Ascendidos de Primera División Regional |
| ------ | --------------------------------------- |
| 1.º GA | CD Colegios Diocesanos                  |
| 1.º GB | CD Peñaranda de Bracamonte              |
| 2.º GA | CyD Cebrereña                           |

```
LEYENDA

 
 :Ascenso de categoría

 
 :Descenso de categoría

 
 :Descenso administrativo
```

### Equipos por provincia 2020/21
| N.º | Provincia  | Equipos |
| --- | ---------- | --- |
| 5   | Burgos     | Arandina C.F., C.D. Bupolsa, Burgos CF "B" , Mirandés "B" y Real Burgos C.F.                                |
| 5   | León       | Atlético Astorga, Atlético Bembibre, La Bañeza F.C., CyD Leonesa Júpiter Leonés y C.D. La Virgen del Camino |
| 3   | Salamanca  | C.D. Peñaranda de Bracamonte, Salamanca C.F. UDS "B" y U.D. Santa Marta                                     |
| 3   | Ávila      | CyD Cebrereña, C.D. Colegios Diocesanos y Real Ávila C.F.                                                   |
| 2   | Palencia   | C.D. Becerril y C.D. Palencia Cristo Atlético                                                               |
| 2   | Segovia    | Gimnástica Segoviana C.F. y C.D. La Granja                                                                  |
| 2   | Soria      | S.D. Almazán y C.D. Numancia "B"                                                                            |
| 1   | Valladolid | Atlético Tordesillas                                                                                        |

## Palmarés
Nota: se cogen las temporadas a partir de la 1980-81 ya que es la primera vez en la que es un grupo formado exclusivamente por equipos de la Comunidad Autónoma.

### Por temporada
| Temporada | Campeón                       | Subcampeón                    | Tercero                      | Cuarto                     |
| --------- | ----------------------------- | ----------------------------- | ---------------------------- | -------------------------- |
| 1980-81   | Real Valladolid Promesas      | S.D. Ponferradina             | C.D. Béjar Industrial        | C.A. Bembibre              |
| 1981-82   | Real Valladolid Promesas      | C.D. Salmantino               | C.A. Bembibre                | U.D. Toresana              |
| 1982-83   | Real Valladolid Promesas      | Zamora C.F.                   | Arandina C.F.                | S.D. Ponferradina          |
| 1983-84   | Real Burgos C.F.              | Cultural y Deportiva Leonesa  | Atlético Astorga F.C.        | C.A. Bembibre              |
| 1984-85   | Real Burgos C.F.              | Cultural y Deportiva Leonesa  | S.D. Ponferradina            | Real Valladolid Promesas   |
| 1985-86   | Cultural de León              | S.D. Ponferradina             | Real Valladolid Promesas     | C.D. Salmantino            |
| 1986-87   | S.D. Ponferradina             | Cultural y Deportiva Leonesa  | Real Ávila C.F.              | Racing Lermeño C.F.        |
| 1987-88   | S.D. Gimnástica Medinense     | Real Valladolid Promesas      | C.A. Bembibre                | C.D. Numancia              |
| 1988-89   | C.D. Numancia                 | Racing Lermeño C.F.           | C.D. Cristo Olímpico         | Real Valladolid Promesas   |
| 1989-90   | C.F. Palencia Cristo Olímpico | Real Valladolid Promesas      | C.D. Salmantino              | Arandina C.F.              |
| 1990-91   | Real Valladolid Promesas      | S.D. Almazán                  | C.A. Bembibre                | C.A. Burgalés              |
| 1991-92   | C.A. Bembibre                 | Atlético Astorga F.C.         | Zamora C.F.                  | Cultural de León           |
| 1992-93   | Zamora C.F.                   | C.D. Laguna                   | C.A. Bembibre                | R.C.D. Ribert              |
| 1993-94   | C.D. Laguna                   | C.D. Salmantino               | S.D. Hullera Vasco-Leonesa   | C.A. Bembibre              |
| 1994-95   | Cultural y Deportiva Leonesa  | C.D. Salmantino               | C.A. Bembibre                | Zamora C.F.                |
| 1995-96   | C.D. Laguna                   | Zamora C.F.                   | C.A. Bembibre                | C.A. Burgalés              |
| 1996-97   | Burgos C.F.                   | C.F. Palencia Cristo Olímpico | C.D. Salmantino              | Zamora C.F.                |
| 1997-98   | C.F. Palencia Cristo Olímpico | Gimnástica Segoviana C.F.     | S.D. Ponferradina            | U.D. Salamanca "B"         |
| 1998-99   | Zamora C.F.                   | Gimnástica Segoviana C.F.     | S.D. Ponferradina            | Real Ávila C.F.            |
| 1999-00   | U.D. Salamanca "B"            | La Bañeza F.C.                | C.A. Bembibre                | C.D. Béjar Industrial      |
| 2000/01   | C.F. Palencia                 | Real Valladolid C.F. "B"      | U.D. Salamanca "B"           | Gimnástica Segoviana C.F.  |
| 2001/02   | Real Ávila C.F.               | Gimnástica Segoviana C.F.     | Real Valladolid C.F. "B"     | Gimnástica Segoviana C.F.  |
| 2002/03   | C.F. Palencia                 | C.F. Promesas Ponferrada      | La Bañeza F.C.               | C.D. Guijuelo              |
| 2003/04   | Gimnástica Segoviana C.F.     | Norma San Leonardo C.F.       | C.D. Guijuelo                | Real Ávila C.F.            |
| 2004/05   | C.F. Promesas Ponferrada      | Real Ávila C.F.               | Gimnástica Segoviana C.F.    | Real Valladolid C.F. "B"   |
| 2005/06   | Gimnástica Segoviana C.F.     | C.D. Mirandés                 | C.D. Guijuelo                | C.D. Huracán Z             |
| 2006/07   | C.D. Mirandés                 | Gimnástica Segoviana C.F.     | C.D. Numancia de Soria "B"   | Real Ávila C.F.            |
| 2007/08   | C.D. Mirandés                 | Gimnástica Segoviana C.F.     | Real Ávila C.F.              | Arandina C.F.              |
| 2008/09   | C.F. Palencia                 | C.D. Mirandés                 | Burgos C.F.                  | Real Ávila C.F.            |
| 2009/10   | Burgos C.F.                   | Real Valladolid C.F. "B"      | Arandina C.F.                | Real Ávila C.F.            |
| 2010/11   | Burgos C.F.                   | G.C.E. Villaralbo C.F.        | Gimnástica Segoviana C.F.    | Arandina C.F.              |
| 2011/12   | Real Valladolid C.F. "B"      | Real Ávila C.F.               | Cultural y Deportiva Leonesa | G.C.E. Villaralbo C.F.     |
| 2012/13   | Burgos C.F.                   | Cultural y Deportiva Leonesa  | Arandina C.F.                | Gimnástica Segoviana C.F.  |
| 2013/14   | Real Valladolid C.F. "B"      | Atlético Astorga F.C.         | Arandina C.F.                | Real Ávila C.F.            |
| 2014/15   | Arandina C.F.                 | C.D. Numancia de Soria "B"    | C.D. Palencia Balompié       | Gimnástica Segoviana C.F.  |
| 2015/16   | Zamora C.F.                   | Gimnástica Segoviana C.F.     | C.D. Palencia Balompié       | G.C.E. Villaralbo C.F.     |
| 2016/17   | Gimnástica Segoviana C.F.     | Atlético Astorga F.C.         | Unionistas de Salamanca C.F. | C.D. Cristo Atlético       |
| 2017/18   | Unionistas de Salamanca C.F.  | Arandina C.F.                 | C.D. Cristo Atlético         | Salamanca CF UDS           |
| 2018/19   | Zamora C.F.                   | Gimnástica Segoviana C.F.     | Arandina C.F.                | C.D. Numancia de Soria "B" |
| 2019/20   | Zamora C.F.                   | Gimnástica Segoviana C.F.     | Arandina C.F.                | C.D. Numancia de Soria "B" |
| 2020/21   | Gimnástica Segoviana C.F.     | C.D. Palencia Cristo Atlético | Atlético Astorga F.C.        | Burgos C.F. Promesas       |

- Real Valladolid Promesas: 6 campeonatos (1980-81, 1981-82, 1982-83, 1990-91, 2011-12, 2013-14)
- Zamora C.F.: 5 campeonatos (1992-93, 1998-99, 2015-16, 2018-19, 2019-20)
- C.F. Palencia: 4 campeonatos (1989-90, 1997-98, 2000-01, 2002-03, 2008-09)
- Burgos C.F.: 4 campeonatos (1996-97, 2009-10, 2010-11, 2012-13)
- Gimnástica Segoviana C.F.: 4 campeonatos (2003-04, 2005-06, 2016-17, 2020-21)
- Real Burgos C.F.: 2 campeonato (1983-84, 1984-85)
- Cultural y Deportiva Leonesa: 2 campeonatos (1985-86, 1994-95)
- C.D. Laguna: 2 campeonatos (1993-94, 1995-96)
- C.D. Mirandés: 2 campeonatos (2006-07, 2007-08)
- S.D. Ponferradina: 1 campeonato (1986-87)
- Gimnástica Medinense: 1 campeonato (1987-88)
- C.D. Numancia: 1 campeonato (1988-89)
- C. Atlético Bembibre: 1 campeonato (1991-92)
- C.D. Salmantino: 1 campeonato (1999-00)
- Real Ávila C.F.: 1 campeonato (2001-02)
- Promesas de Ponferrada C.F.: 1 campeonato (2004-05)
- Arandina C.F.: 1 campeonato (2014-2015)
- Unionistas de Salamanca C.F.: 1 campeonato (2017-18)

## Clasificación histórica Tercera División equipos de Castilla y León
La clasificación histórica de la Tercera División Castellano y Leonesa de fútbol está elaborada por la Asociación para la Recopilación de Estadísticas del Fútbol Español (AREFE) y se basa en los puntos conseguidos por cada uno de los equipos en la categoría.
- Anexo:Clasificación histórica de la Tercera División de España:

| Equipos que participarán en la temporada 2020-21 |

Actualizado hasta la jornada 36 de la Primera División de la temporada 2023-24.
*Algunas ligas quedan aún por finalizar, los equipos ascendidos o / y descendidos matemáticamente a falta de acabar la liga aparecen en la categoría que competiran en la próxima campaña.
| Pos. | Equipo                          | Temp. | Puntos | PJ   | PG  | PE  | PP  | GF   | GC   | Dif. | 1º                  | 2º                  | 3º                  | Act                              |
| ---- | ------------------------------- | ----- | ------ | ---- | --- | --- | --- | ---- | ---- | ---- | ------------------- | ------------------- | ------------------- | -------------------------------- |
| 1    | Gimnástica Segoviana C.F.       | 54    | 2605   | 1871 | 860 | 426 | 585 | 3192 | 2480 | 712  | 4                   | ?                   | ?                   | 1.ª RFEF                         |
| 2    | C.D. Mirandés                   | 50    | 2095   | 1698 | 753 | 371 | 574 | 2674 | 2328 | 346  | 4 (2 en grupo VIII) | ?                   | ?                   | 2.ª                              |
| 3    | Real Valladolid C.F. Promesas   | 42    | 2064   | 1464 | 766 | 312 | 386 | 2758 | 1579 | 1179 | 7 (6 en grupo VIII) | 5 (4 en grupo VIII) | 4 (2 en grupo VIII) | 2.ª RFEF                         |
| 4    | C.A. Bembibre                   | 46    | 2044   | 1576 | 644 | 399 | 533 | 2225 | 1864 | 361  | 1                   | ?                   | ?                   | 3.ª                              |
| 5    | C.D. Salmantino                 | 46    | 2044   | 1694 | 675 | 443 | 576 | 2349 | 2005 | 344  | 1                   | 4                   | ?                   | Desap.                           |
| 6    | Real Ávila C.F.                 | 44    | 1991   | 1494 | 634 | 345 | 515 | 2400 | 2071 | 329  | 1                   | 2                   | 2                   | 2. RFEF                          |
| 7    | S.D. Ponferradina               | 46    | 1903   | 1523 | 767 | 302 | 454 | 2872 | 1959 | 913  | 3 (1 en grupo VIII) | 6 (2 en grupo VIII) | 9 (3 en grupo VIII) | 2.ª                              |
| 8    | CyD Leonesa "B" Júpiter Leonés  | 42    | 1523   | 1473 | 493 | 342 | 638 | 1941 | 2261 | -320 | 1                   | 0                   | 0                   | 3.ª RFEF                         |
| 9    | La Bañeza F.C.                  | 36    | 1460   | 1309 | 441 | 328 | 540 | 1561 | 1946 | -385 | 0                   | 1                   | 1                   | Regional                         |
| 10   | Arandina C.F.                   | 26    | 1450   | 976  | 430 | 252 | 294 | 1447 | 1091 | 356  | 1                   | 1                   | 6                   | 3.ª RFEF                         |
| 11   | Atlético Astorga F.C.           | 28    | 1381   | 1062 | 442 | 261 | 359 | 1516 | 1318 | 198  | 0                   | 3                   | 1                   | 3.ª RFEF                         |
| 12   | S.D. Almazán                    | 33    | 1379   | 1249 | 403 | 330 | 516 | 1479 | 1823 | -344 | 0                   | 1                   | 0                   | 3.ª RFEF                         |
| 13   | Cultural y Deportiva Leonesa    | 28    | 1351   | 926  | 562 | 177 | 187 | 2028 | 942  | 1086 | 5 (1 en grupo VIII) | 9 (4 en grupo VIII) | 5 (1 en grupo VIII) | 1.ª RFEF                         |
| 14   | Zamora C.F.                     | 24    | 1315   | 906  | 468 | 207 | 231 | 1442 | 867  | 575  | 6 (5 en grupo VIII) | 3                   | 1                   | 2.ª RFEF                         |
| 15   | C.D. Numancia de Soria          | 33    | 1226   | 1082 | 510 | 206 | 366 | 2025 | 1544 | 481  | 4 (1 en grupo VIII) | 2                   | 4                   | 2.ª RFEF                         |
| 16   | S.D. Hullera Vasco-Leonesa      | 32    | 1183   | 1132 | 401 | 249 | 482 | 1516 | 1783 | -267 | 0                   | 0                   | 1                   | Desap.                           |
| 17   | C.D. Béjar Industrial           | 33    | 1171   | 1132 | 426 | 229 | 497 | 1711 | 1864 | -153 | 3                   | 1                   | 1                   | Regional                         |
| 18   | C.D. Numancia de Soria "B"      | 19    | 1102   | 714  | 309 | 175 | 230 | 1026 | 821  | 205  | 0                   | 1                   | 1                   | Regional                         |
| 19   | C.F. Palencia                   | 18    | 976    | 688  | 331 | 168 | 189 | 1113 | 746  | 367  | 5                   | 1                   | 1                   | Desap.                           |
| 20   | Gimnástica Medinense            | 26    | 974    | 954  | 335 | 210 | 409 | 1156 | 1455 | -299 | 1                   | 0                   | 0                   | Primera Provincial de Valladolid |
| 21   | Racing Lermeño C.F.             | 22    | 909    | 842  | 283 | 219 | 340 | 1030 | 1168 | -138 | 0                   | 2                   | 0                   | Regional                         |
| 22   | U.D. Salamanca                  | 19    | 833    | 572  | 368 | 97  | 107 | 1408 | 528  | 900  | 8                   | 7                   | 3                   | Desap.                           |
| 23   | C.D. Benavente                  | 21    | 783    | 802  | 239 | 189 | 374 | 950  | 1387 | -437 | 0                   | 0                   | 0                   | Regional                         |
| 24   | C.D. Becerril                   | 16    | 706    | 598  | 190 | 136 | 272 | 690  | 898  | -208 | 0                   | 0                   | 0                   | 3.ª RFEF                         |
| 25   | S.D. Atlético Tordesillas       | 15    | 705    | 562  | 189 | 138 | 235 | 664  | 814  | -150 | 0                   | 0                   | 0                   | 3.ª RFEF                         |
| 26   | C.D. Laguna                     | 16    | 698    | 612  | 213 | 163 | 236 | 763  | 830  | -67  | 2                   | 1                   | 0                   | Regional                         |
| 27   | S.D. Gimnástica Arandina        | 20    | 638    | 676  | 251 | 136 | 289 | 973  | 1155 | -182 | ?                   | ?                   | ?                   | Desap.                           |
| 28   | Norma San Leonardo C.F.         | 11    | 631    | 418  | 173 | 112 | 133 | 563  | 476  | 87   | 0                   | 1                   | 0                   | Primera Provincial de Soria      |
| 29   | C.F. Venta de Baños             | 17    | 576    | 644  | 189 | 160 | 295 | 666  | 1001 | -335 | ?                   | ?                   | ?                   | Primera Provincial de Palencia   |
| 30   | C.D. Palencia Cristo Atlético   | 12    | 573    | 448  | 158 | 99  | 191 | 559  | 616  | -57  | 0                   | 0                   | 1                   | 3.ª RFEF                         |
| 31   | Burgos C.F. (1936)              | 16    | 563    | 450  | 245 | 74  | 131 | 1068 | 614  | 454  | 5                   | 3                   | 2                   | Desap.                           |
| 32   | C.A. Zamora                     | 18    | 518    | 502  | 222 | 74  | 206 | 1006 | 907  | 99   | 1                   | 1                   | 0                   | Desap.                           |
| 33   | S.D. Ponferradina "B"           | 14    | 482    | 538  | 142 | 129 | 267 | 578  | 837  | -259 | 0                   | 0                   | 0                   | Regional                         |
| 34   | C.D. Íscar                      | 11    | 478    | 418  | 130 | 101 | 187 | 482  | 639  | -157 | 0                   | 0                   | 0                   | Desap.                           |
| 35   | C.D. Huracán Z                  | 8     | 473    | 306  | 129 | 86  | 91  | 410  | 336  | 74   | 0                   | 0                   | 0                   | Desap.                           |
| 36   | C.D. La Virgen del Camino       | 9     | 459    | 335  | 129 | 72  | 134 | 448  | 485  | -37  | 0                   | 0                   | 0                   | 3.ª RFEF                         |
| 37   | U.D. Santa Marta                | 12    | 451    | 447  | 114 | 109 | 224 | 425  | 676  | -251 | 0                   | 0                   | 0                   | 3.ª RFEF                         |
| 38   | Burgos C.F.                     | 5     | 433    | 188  | 131 | 40  | 17  | 369  | 101  | 268  | 4                   | 0                   | 1                   | 2.ª                              |
| 39   | C.D. La Granja                  | 10    | 405    | 373  | 105 | 90  | 178 | 388  | 546  | -158 | 0                   | 0                   | 0                   | Regional                         |
| 40   | Villaralbo C.F.                 | 7     | 388    | 268  | 111 | 55  | 102 | 358  | 384  | -26  | 0                   | 1                   | 0                   | Regional                         |
| 41   | Real Burgos C.F.                | 9     | 364    | 335  | 124 | 85  | 126 | 496  | 444  | 52   | 2                   | 0                   | 0                   | Desap.                           |
| 42   | Palencia C.F.                   | 8     | 355    | 304  | 143 | 63  | 95  | 412  | 312  | 100  | ?                   | ?                   | ?                   | Desap.                           |
| 43   | C.D. Bupolsa                    | 8     | 351    | 297  | 88  | 87  | 122 | 335  | 386  | -51  | 0                   | 0                   | 0                   | 3.ª                              |
| 44   | Palencia C.F. (I)               | 10    | 319    | 288  | 135 | 52  | 101 | 596  | 433  | 163  | ?                   | ?                   | ?                   | Desap.                           |
| 45   | C.D. Toreno                     | 9     | 318    | 348  | 109 | 100 | 139 | 404  | 483  | -79  | 0                   | 0                   | 0                   | Primera Provincial de León       |
| 46   | Ciudad Rodrigo C.F.             | 13    | 318    | 426  | 122 | 65  | 239 | 610  | 1020 | -410 | ?                   | ?                   | ?                   | 3.ª RFEF                         |
| 47   | R.C.D. Ribert                   | 7     | 316    | 263  | 93  | 84  | 86  | 327  | 334  | -7   | 0                   | 0                   | 0                   | Regional                         |
| 48   | CyD Cebrereña                   | 9     | 312    | 342  | 76  | 84  | 182 | 376  | 636  | -260 | 0                   | 0                   | 0                   | 3.ª                              |
| 49   | Burgos CF "B"                   | 7     | 311    | 259  | 82  | 65  | 112 | 279  | 357  | -78  | 0                   | 0                   | 0                   | 3.ª RFEF                         |
| 50   | C.A. Burgalés                   | 5     | 245    | 192  | 91  | 42  | 59  | 275  | 202  | -78  | 0                   | 0                   | 0                   | Desap.                           |
| 51   | Real Valladolid C.F.            | 9     | 233    | 164  | 98  | 37  | 29  | 389  | 188  | 201  | 4                   | 3                   | 1                   | 2.ª                              |
| 52   | C.D. Astorga                    | 10    | 232    | 312  | 86  | 60  | 166 | 412  | 691  | -279 | 0                   | 0                   | 0                   | Desap.                           |
| 53   | Club Universidad de Valladolid  | 7     | 228    | 268  | 73  | 64  | 131 | 319  | 471  | -152 | 0                   | 0                   | 0                   | Regional                         |
| 54   | C.F. Promesas Ponferrada        | 3     | 221    | 114  | 63  | 32  | 19  | 172  | 78   | 94   | 1                   | 1                   | 0                   | Desap.                           |
| 55   | C.D. Guijuelo                   | 3     | 220    | 114  | 64  | 28  | 22  | 195  | 90   | 105  | 0                   | 0                   | 2                   | 2.ª RFEF                         |
| 56   | C.D. Palencia                   | 8     | 202    | 198  | 86  | 31  | 81  | 380  | 350  | 30   | 1                   | 0                   | 1                   | Desap.                           |
| 57   | Salamanca C.F. UDS              | 3     | 183    | 114  | 52  | 27  | 35  | 186  | 136  | 50   | 0                   | 0                   | 0                   | 3.ª RFEF                         |
| 58   | U.D Toresana                    | 5     | 168    | 190  | 66  | 36  | 88  | 227  | 322  | -95  | 0                   | 0                   | 0                   | Primera Provincial de Zamora     |
| 59   | Unionistas de Salamanca C.F.    | 2     | 158    | 76   | 47  | 17  | 12  | 149  | 63   | 86   | 1                   | 0                   | 1                   | 1.ª RFEF                         |
| 60   | C.D. Mirandés "B"               | 4     | 147    | 143  | 36  | 39  | 68  | 133  | 214  | -81  | 0                   | 0                   | 0                   | 3.ª RFEF                         |
| 61   | C.P. Salas                      | 5     | 142    | 190  | 55  | 32  | 103 | 222  | 368  | -146 | 0                   | 0                   | 0                   | Regional                         |
| 62   | C.D. Palencia Balompié          | 2     | 140    | 76   | 39  | 23  | 14  | 126  | 62   | 64   | 0                   | 0                   | 2                   | Desap.                           |
| 63   | C.D. Fabero                     | 5     | 134    | 190  | 45  | 44  | 101 | 203  | 353  | -150 | 0                   | 0                   | 0                   | Regional                         |
| 64   | Cuéllar Club de Fútbol          | 3     | 123    | 114  | 30  | 33  | 51  | 144  | 211  | -67  | 0                   | 0                   | 0                   | Desap.                           |
| 65   | C.D. Nava                       | 2     | 122    | 74   | 35  | 17  | 22  | 117  | 94   | 23   | 0                   | 0                   | 0                   | Desap.                           |
| 66   | C.D. San Pedro de Ponferrada    | 6     | 114    | 188  | 46  | 24  | 118 | 205  | 442  | -237 | 0                   | 0                   | 0                   | Desap.                           |
| 67   | Garray C.F.                     | 3     | 98     | 114  | 23  | 29  | 62  | 88   | 190  | -102 | 0                   | 0                   | 0                   | Desap.                           |
| 68   | C.D. Peñaranda                  | 4     | 85     | 120  | 34  | 17  | 69  | 137  | 308  | -171 | 0                   | 0                   | 0                   | Desap.                           |
| 69   | C.D. Villamuriel                | 2     | 83     | 76   | 22  | 17  | 37  | 73   | 96   | -23  | 0                   | 0                   | 0                   | Regional                         |
| 70   | C.D. Ejido                      | 3     | 80     | 114  | 23  | 34  | 57  | 109  | 210  | -101 | 0                   | 0                   | 0                   | Segunda Provincial de León       |
| 71   | Unami C.P.                      | 2     | 78     | 76   | 21  | 15  | 40  | 89   | 131  | -42  | 0                   | 0                   | 0                   | Regional                         |
| 72   | Deportivo Maestranza Aérea León | 4     | 76     | 94   | 27  | 22  | 45  | 151  | 225  | -74  | 0                   | 0                   | 0                   | Desap.                           |
| 73   | Burgos C.F. "B"                 | 2     | 75     | 76   | 15  | 30  | 31  | 64   | 94   | -30  | 0                   | 0                   | 0                   | Desap.                           |
| 74   | S.D. Unión Castilla de Palencia | 4     | 68     | 108  | 27  | 14  | 67  | 131  | 304  | -173 | 0                   | 0                   | 0                   | Desap.                           |
| 75   | C.D. San José de Soria          | 2     | 63     | 76   | 17  | 12  | 47  | 65   | 153  | -88  | 0                   | 0                   | 0                   | Regional                         |
| 76   | Palencia C.F. Promesas          | 3     | 58     | 90   | 23  | 12  | 55  | 90   | 178  | -88  | 0                   | 0                   | 0                   | Regional                         |
| 77   | C.D. Betis C.F.                 | 2     | 51     | 74   | 13  | 16  | 45  | 70   | 145  | -75  | 0                   | 0                   | 0                   | Regional                         |
| 78   | Salamanca CF UDS "B"            | 2     | 42     | 29   | 12  | 6   | 11  | 37   | 39   | -2   | 0                   | 0                   | 0                   | Regional                         |
| 79   | C.D. Boecillo                   | 1     | 39     | 38   | 10  | 9   | 19  | 43   | 69   | -26  | 0                   | 0                   | 0                   | Primera Provincial de Valladolid |
| 80   | Laciana C.F.                    | 2     | 39     | 60   | 15  | 9   | 36  | 88   | 154  | -66  | 0                   | 0                   | 0                   | Desap.                           |
| 81   | C.D. Olmedo                     | 2     | 36     | 76   | 10  | 18  | 48  | 65   | 213  | -148 | 0                   | 0                   | 0                   | Primera Provincial de Valladolid |
| 82   | C.D. Velilla                    | 1     | 34     | 42   | 10  | 14  | 18  | 46   | 62   | -16  | 0                   | 0                   | 0                   | Primera Provincial de Palencia   |
| 83   | U.D. Bejarana                   | 3     | 30     | 54   | 12  | 6   | 36  | 88   | 206  | -118 | 0                   | 0                   | 0                   | Desap.                           |
| 84   | C.A.A. Salesianos Salamanca     | 2     | 29     | 52   | 11  | 7   | 34  | 56   | 130  | -74  | 0                   | 0                   | 0                   | Desap.                           |
| 85   | Burgos U.D.                     | 1     | 28     | 38   | 7   | 7   | 24  | 23   | 62   | -39  | 0                   | 0                   | 0                   | Desap.                           |
| 86   | S.D. Covaleda                   | 1     | 26     | 38   | 6   | 14  | 18  | 33   | 72   | -39  | 0                   | 0                   | 0                   | Primera Provincial de Soria      |
| 87   | C.D. Villa de Simancas          | 1     | 23     | 38   | 5   | 8   | 25  | 38   | 93   | -55  | 0                   | 0                   | 0                   | Regional                         |
| 88   | C.D. Alas Amaika                | 1     | 22     | 18   | 9   | 4   | 5   | 41   | 29   | 12   | 0                   | 0                   | 0                   | Desap.                           |
| 89   | Real Salamanca Monterrey C.F.   | 1     | 17     | 38   | 6   | 5   | 27  | 38   | 103  | -65  | 0                   | 0                   | 0                   | Regional                         |
| 90   | Club Arévalo e Hijos Deportivo  | 1     | 13     | 42   | 3   | 7   | 32  | 36   | 112  | -76  | 0                   | 0                   | 0                   | Desap.                           |
| 91   | Cultural y Deportiva Leonesa    | 1     | 11     | 14   | 3   | 5   | 6   | 25   | 33   | -8   | 0                   | 0                   | 0                   | 2ªB                              |
| 92   | C.D. Cuéllar Balompié           | 1     | 9      | 38   | 1   | 6   | 31  | 20   | 87   | -67  | 0                   | 0                   | 0                   | Primera Provincial de Segovia    |